# 祈り (織田哲郎の曲)
「祈り」（いのり）は、織田哲郎の通算19枚目のシングル。2003年10月15日に、ZOOTRECから発売された。

## 内容
前作から5ヶ月振りのシングルで、アルバム『One Night』先行シングル。
「祈り」は、ベースギターのパートがシングルバージョンでは織田が担当したが、アルバム収録バージョンでは元BAJI-Rの田村滋が演奏している。
2曲目「sunrise sunset」は20代の時に制作した楽曲で歌詞はタイトルを除き書き直したという。
4曲目のカバー曲「Without You」は、バッドフィンガーのカバー。アコースティックライブツアー「あれからこれから」にて披露した曲である。

## 収録曲
- 全作詞・作曲・編曲：織田哲郎（特記以外）

1. 祈り
2. sunrise sunset
3. そろそろいこか
4. Without You (Live)
作詞・作曲：T. Evans, P. Ham

## 参加ミュージシャン
- 織田哲郎 - ギター、ベース、ピアノ、ドラム
  - 古村敏比古 - サックス
  - 四家卯大 - チェロ
  - 斎藤ノヴ - パーカッション